# Thomas Bates
Thomas Bates (Lapworth, Warwickshire, 1567-Londres, 30 de enero de 1606) fue un miembro del grupo de católicos ingleses que planearon la fallida Conspiración de la pólvora en 1605. Bates nació en Lapworth, Warwickshire, y se convirtió en seguidor de Robert Catesby, el noble que desde 1604 planeó matar al rey Jacobo I de Inglaterra haciendo estallar la Cámara de los Lores con pólvora e incitando a una rebelión popular que llevara a la restauración de una monarquía católica en el trono de Inglaterra. Bates fue invitado a unirse a la conspiración después de que se enterara accidentalmente de su planificación. Mientras cabalgaba con Catesby para preparar la rebelión que los conspiradores habían planificado para el 5 de noviembre de 1605, Guy Fawkes, otro de los confabulados, fue descubierto junto a la pólvora almacenada bajo la Cámara de los Lores y arrestado por las autoridades. A consecuencia de ello, Bates huyó junto a Catesby y su pequeño grupo de fugitivos a Holbeche House en Staffordshire, de los cuales se separó antes de que su líder fuera asesinado por fuerzas gubernamentales el 8 de noviembre. Poco después él fue detenido y llevado a Londres.
Bates fue el único miembro del grupo que implicó a los Jesuitas en la conspiración, aunque probablemente lo hizo para rebajar su condena. Se retractó de su declaración cuando quedó claro que iba a ser ejecutado. El 30 de enero de 1606, tres días después de su juicio, Thomas Bates fue ahorcado, eviscerado y descuartizado. 

## Biografía

### Sirviente
Thomas Bates nació en Lapworth, Warwickshire, y se casó con Martha Bates. Trabajó como sirviente de la familia de Sir Robert Catesby y junto a su esposa vivía en una casa de campo en la finca familiar de los Catesby. Tenía permiso para poseer armadura propia pues era considerado un leal y devoto sirviente.
Bates fue el séptimo hombre en sumarse a la que sería conocida como la Conspiración de la pólvora, un plan ideado a principios de 1604 por Robert Catesby para matar al rey Jacobo I de Inglaterra haciendo volar por los aires con pólvora la Cámara de los Lores e incitando después una revuelta popular durante la cual se restauraría un monarca católico en el trono de Inglaterra. La implicación de Bates en la conspiración se produjo cuando empezó a sospechar de los movimientos de Catesby. En diciembre de 1604 fue invitado a la propiedad de su señor en Puddle Wharf, Londres, y allí fue interrogado por Thomas Wintour y por Catesby, que había notado sus sospechas. Bates les contó que él pensaba que «pretendían hacer algo peligroso contra la Cámara de los Lores, porque le habían pedido que buscara algún alojamiento cercano a ese lugar». Entonces, los dos conspiradores incluyeron a Bates en el secreto.
En ese mismo mes se anunció que la reapertura del parlamento se retrasaba de febrero a octubre debido a la epidemia de peste. Se especula con que durante ese retraso los confabulados pudieron excavar un túnel bajo el parlamento, pero no se ha encontrado rastro de esa supuesta obra. Finalmente, los conspiradores almacenaron la pólvora en la cripta justo debajo de la Cámara de los Lores. En julio de 1605 la apertura del parlamento volvió a retrasarse, en esa ocasión hasta el martes 5 de noviembre. Catesby había costeado la mayor parte de la conspiración, pero en agosto de 1605 se estaba quedando sin dinero. Durante una reunión secreta celebrada en Bath en agosto, en la que estuvieron Bates, Percy y Wintour, decidieron «que el plan sigue adelante, pero con pocos», y que él tenía permiso para «llamar a quien pensara que era el mejor». A Bates no le gustaba la idea y fue el único miembro de la conspiración en poner objeciones, pero su opinión no se tuvo en cuenta y Catesby incluyó en la conspiración a Ambrose Rookwood, Francis Tresham y Everard Digby.

### Fracaso de la conspiración
Los últimos detalles de la conspiración se acordaron en octubre. Guy Fawkes encendería la mecha de la pólvora y después escaparía a través del río Támesis, mientras que, de forma simultánea, una revuelta en las Midlands ayudaría a asegurar el secuestro de la princesa Isabel. A última hora del lunes 4 de noviembre, Bates partió con Catesby y con John Wright para poner en marcha la revuelta. Al día siguiente en Dunstable, mientras herraban el caballo de Catesby, se encontraron con Rookwood, quien les anunció la devastadora noticia de que Fawkes había sido descubierto junto a la pólvora y arrestado. Los conspiradores que se encontraban en Londres, Christopher Wright y Thomas Percy, huyeron enseguida de la ciudad y se unieron al grupo de Catesby. Cabalgaron juntos hacia Dunchurch en caballos enviados por Everard Digby según habían acordado. Se encontraron con Robert Wintour, hermano de Thomas, en Ashby St. Ledgers y con Digby en Dunchurch. El 6 de noviembre robaron caballos en el castillo de Warwick y recogieron armas en Norbrook, cerca de Stratford-upon-Avon. Mientras viajaban hacia Huddington el gobierno británico emitió una orden de detención de todos los fugitivos, en la cual el sirviente de Catesby fue erróneamente identificado como Robert Ashfield, probablemente confundido con Bates. Catesby ordenó a Bates que entregara una carta al padre Garnet en Coughton Court, en la cual le pedía ayuda. Las noticias que les llevó Bates fueron demoledoras para los jesuitas, pues escuchó al padre Oswald Tesimond exclamar «estamos todos deshechos». En su respuesta, Garnet rogó a Catesby que parara sus «malas acciones» y que escuchara las enseñanzas del papa.
Para cuando los fugitivos y sus seguidores llegaron a Holbeche House en la frontera de Staffordshire, estaban exhaustos. Empapados por la lluvia, extendieron parte de la pólvora mojada delante del fuego para secarla, pero una chispa de la hoguera cayó sobre la pólvora y las llamas que provocó envolvieron a Catesby, Rookwood, Grant y a otro hombre. En algún momento entre este suceso y la llegada del sheriff de Worcester con sus hombres, Bates abandonó la casa, posiblemente junto a su hijo y a Digby. Sin embargo, fue arrestado más tarde ese mismo día y trasladado a Londres. Catesby fue asesinado a primera hora del día junto con Percy, John Wright y su hermano Christopher.

### Encarcelamiento y ejecución

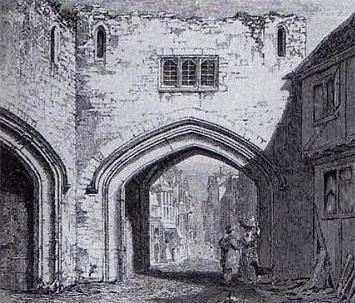
Prisión de Gatehouse en la que estuvo encarcelado Bates. Grabado del.

El 4 de diciembre, mientras lo interrogaban en prisión, Bates afirmó que el jesuita Oswald Tesimond estaba al tanto de la conspiración. Sin embargo, en opinión de la historiadora Antonia Fraser, el alegato de Bates es sospechoso porque era un conspirador de segunda fila y pudo pensar que corría más riesgo de ser torturado que los demás. Tal vez tratando de ganarse el favor de sus interrogadores, fue el único conspirador que implicó a los jesuitas, aunque más tarde se retractó de su confesión cuando estaba claro que iba a ser ejecutado.
Thomas Bates fue acusado de alta traición y juzgado en Westminster el lunes 27 de enero de 1606, junto a otros siete conspiradores. Llegó a la sala separado del resto procedente de la prisión de Gatehouse, pues entonces se agrupaba a los reos en función de su clase social y por ello Bates no estuvo encarcelado en la Torre de Londres. De los ocho detenidos que estaban acusados, solo Digby se declaró inocente. La mañana del 30 de enero, Bates fue atado a una valla de zarzo y arrastrado por un caballo a lo largo de la calle, desde la prisión de Gatehouse hasta el extremo occidental del cementerio de St. Paul. Allí presenció como Digby, después Robert Wintour y en tercer lugar Grant eran colgados, eviscerados y descuartizados. Bates fue el último en subir al cadalso ese día y tuvo un final igualmente espantoso. Al día siguiente se ejecutó de la misma manera a los otros cuatro conspiradores.